# 赤色巨星
赤色巨星（せきしょくきょせい、英: red giant）とは、恒星が主系列星を終えたあとの進化段階である。大気が膨張し、その大きさは地球の公転軌道半径から火星のそれに相当する。肉眼で観察すると赤く見えることから、「赤色」巨星と呼ばれる。厳密には「赤色巨星」と「漸近巨星分枝星」と二つの進化段階に分かれている。赤色巨星という言葉は時によって、狭義の赤色巨星のみを指す場合と、漸近巨星分枝星も含めた広義を指す場合とがある。

## 概要

恒星質量による内部構造の違い

赤色超巨星の内部の断面図

誕生したばかりの恒星は中心部の水素の核融合反応で輝いているが、年をとった恒星は中心部の水素を使い果たし、核融合でできたヘリウムからなる中心核と、それを取り巻く水素の外層という構造に変わる。これにより、ヘリウム中心核のすぐ外にある水素の層で核融合がはじまる（汲み上げ効果）。中心部はエネルギー源が無くなるため、自己の重力で収縮していく。この時に重力エネルギーの解放で熱が産生するため、核融合が起こっている核の外層部分は常に加熱される状態になる。これによって核融合反応が加速され、核融合で生じた熱によって外層は外へと膨張しようとし、重力による収縮を上回るようになる。そのために星の外層は大きく膨らみ、星の表面温度は相対的に低下するため色は赤く見える。このとき、恒星の周りに惑星が存在した場合、惑星の軌道が恒星の膨張した外層の内側を周る軌道であれば恒星に飲み込まれてしまう他、外側を周る惑星であっても軌道の変化を余儀なくされる。
この膨張状態は中心部でヘリウムの核融合反応がはじまって収縮を支えられるようになると一旦解消されるが、中心部のヘリウムが使い果たされてより重い炭素や酸素の核ができ、ヘリウムの外層で核融合が起こるようになると再び膨張が起こる（漸近巨星分枝）。
赤色巨星の外層は星の中心から離れているために重力による束縛が弱く、徐々にガスが星から流出していく。そのため恒星は外層を失い中心核が露出する。ここで核融合反応が終了したものが白色矮星となる。流出したガスは惑星状星雲として観測される。
太陽質量の約8倍よりも重い星の場合には、核融合の「灰」として重元素の中心核ができる→中心核が重力収縮する→収縮によって温度が上昇する→「灰」である重元素の核に核融合反応の「火」がつく、という反応を繰り返し、重元素の核がタマネギ状に作られていく。最終的に中心で鉄の原子核が作られると核融合は停止し、中心部は熱エネルギーによる膨張力を失って急速に重力収縮し、反動で超新星爆発を起こして極限まで収縮し中性子星やブラックホールを残す。

## 赤色巨星の例

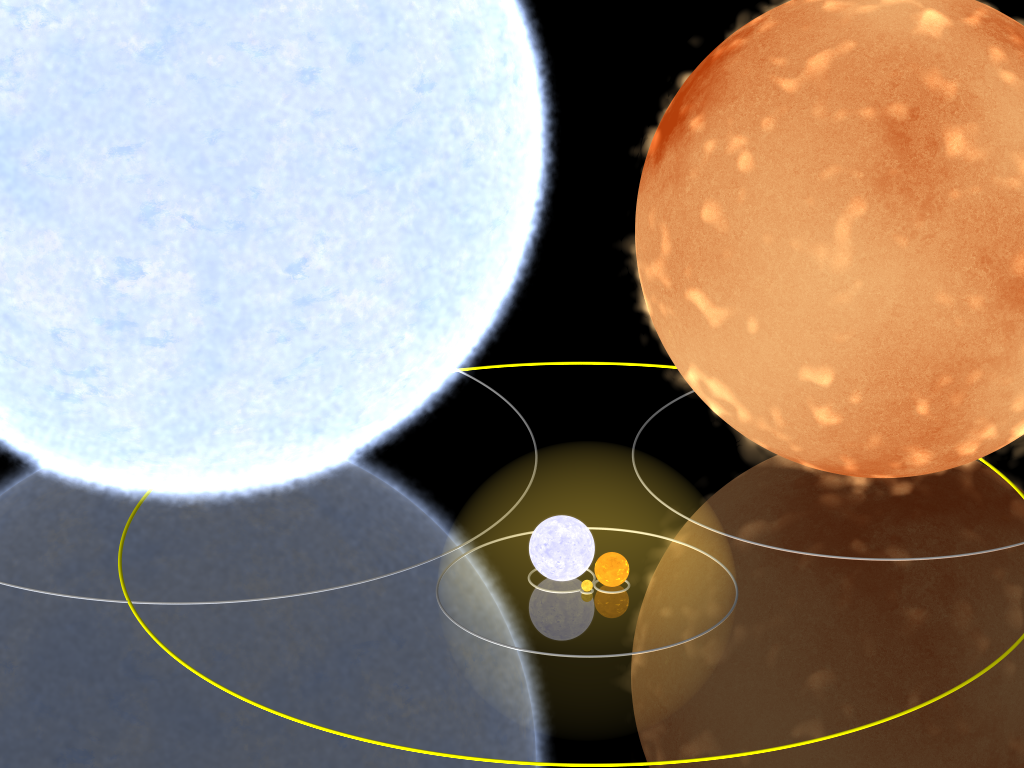
右が赤色巨星のアルデバラン。左はリゲル、中央の3つの恒星はオリオン座γ星、アルゴルB、太陽。

くじら座のミラやおうし座のアルデバラン、はくちょう座W星、うしかい座のアークトゥルスなどが赤色巨星の代表的な例としてあげられる。また、太陽もあと約50億年もすればこの赤色巨星と化し、白色矮星へと変化していくだろうとされている。
赤色巨星のうち、特に光度や直径が大きいものを赤色超巨星と呼ぶ。普通の赤色巨星は太陽の1-8倍程度の質量しかないのに対し、赤色超巨星は太陽の10倍以上の質量を持つ。赤色超巨星の代表的な例としては、オリオン座のベテルギウスやさそり座のアンタレス、ケフェウス座のガーネット・スター等があげられる。